# Нітранське князівство
Нітранське князівство (словац. Nitrianske kniežatstvo, угор. Nyitrai Fejedelemség), також Нітранське герцогство  — історичне західно-слов'янське князівство, що лежало на заході сучасної Словаччини.

## Незалежна країна

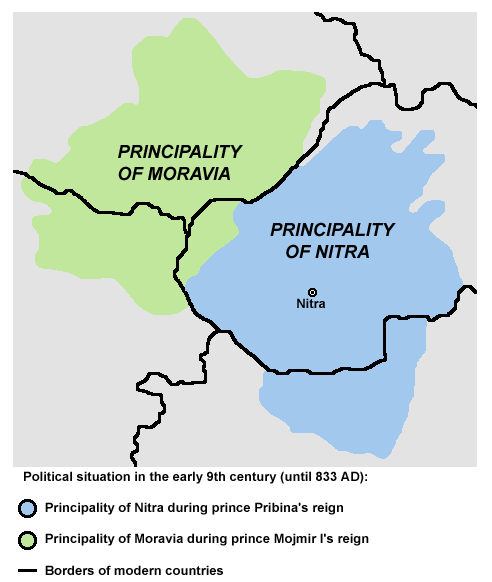

Столиця — Нітра. Виникло в VIII столітті. На початку IX століття територія князівства містила майже всю територію Словаччини (окрім Загір'я), частину Карпатської Русі й частину північно-східної Угорщини. Це князівство — найстаріша відома держава слов'ян, що їх в історичних джерелах називали «слов'єни», «словени» (словац. slovieni, sloveni) генетичні предки словаків на теренах, що більш-менш збігаються з кордонами сучасної Словаччини. Форма назви «Nitrava» (Нітравія) — паралель до сусіднього «Morava» (Моравія) — була записана в IX столітті.
Спочатку князівство було незалежною країною. У 828 році Прібіна дав освятити церкву у Нітрі, правдоподібно для потреб своєї дружини та її оточення, оскільки невідомо, чи сам був в той час уже християнином. В першій половині 833 року воював з князем племені мораван Моймиром І, який здобув Нітру, а Прібіну змусив тікати до Карантанської марки, якою правив макграф Радбод. Об'єднанням Моравського князівства з Нітранським князівством виникла Велика Моравія.

## У складі інших держав
У 907—925 роках, внаслідок знищення Великої Моравії угорцями, князівство стало частиною Угорського князівства, в складі якого, можливо, було під управлінням князя Мігая та його нащадків. 
Від 1003 до 1030 року було частиною Польського королівства. 
У 1030-1044 рр. удільне Нітранське князівство входило до складу Моравського князівства. Коли Моравський князь Бржетислав відвоював в Угорщини частину захопленої нею території Словаччини. У той час Бржетислав призначив Нітранським князем свого союзника Зубура. Після 1044 року князівство остаточно увійшло до складу Угорщини.
Після 1108 року князівство втратило автономний статус.

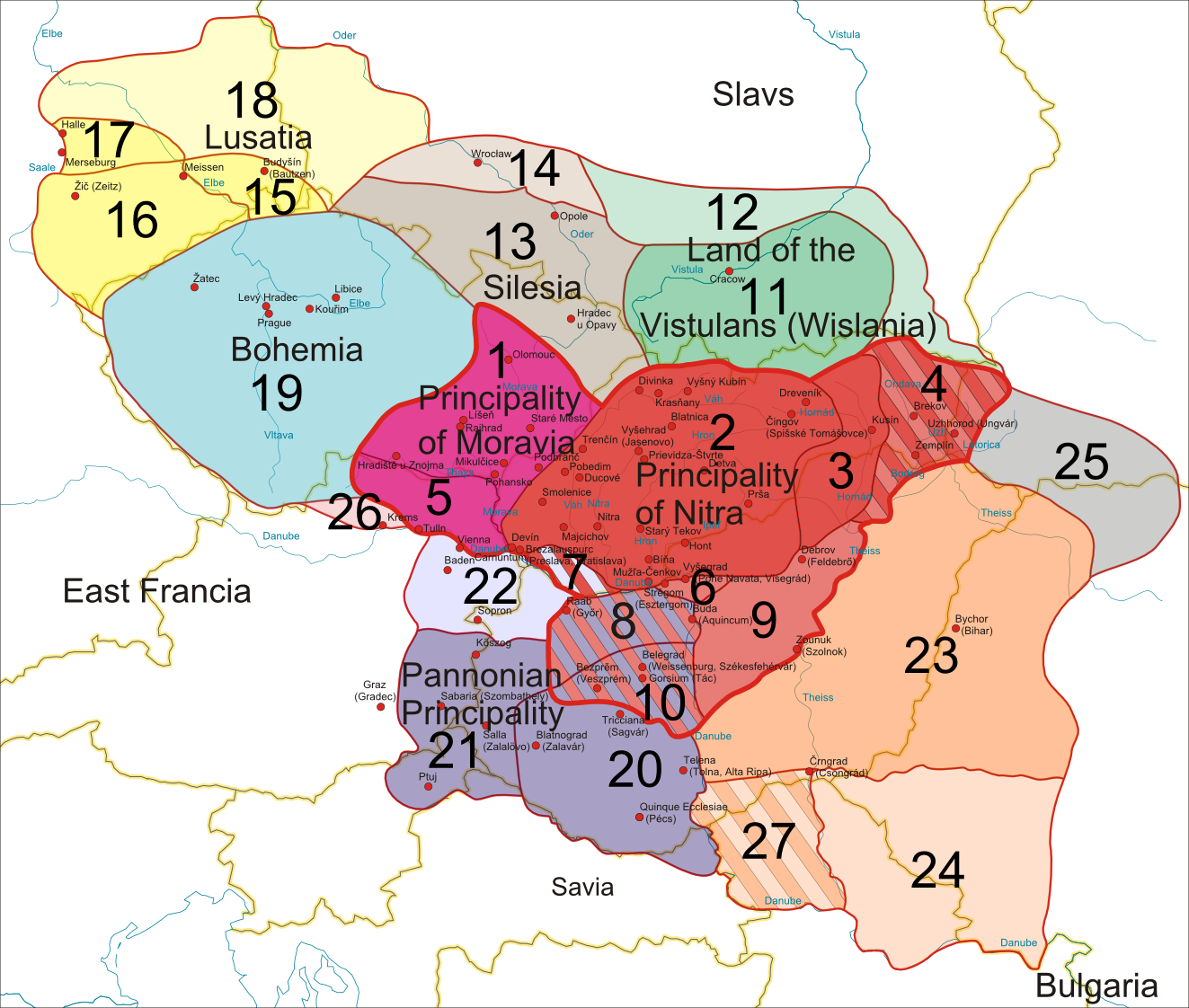
Нітранське князівство поряд і в складі Великоморавії (див. цифри 2 й тимчасово 3 та 4, 6 та 9)
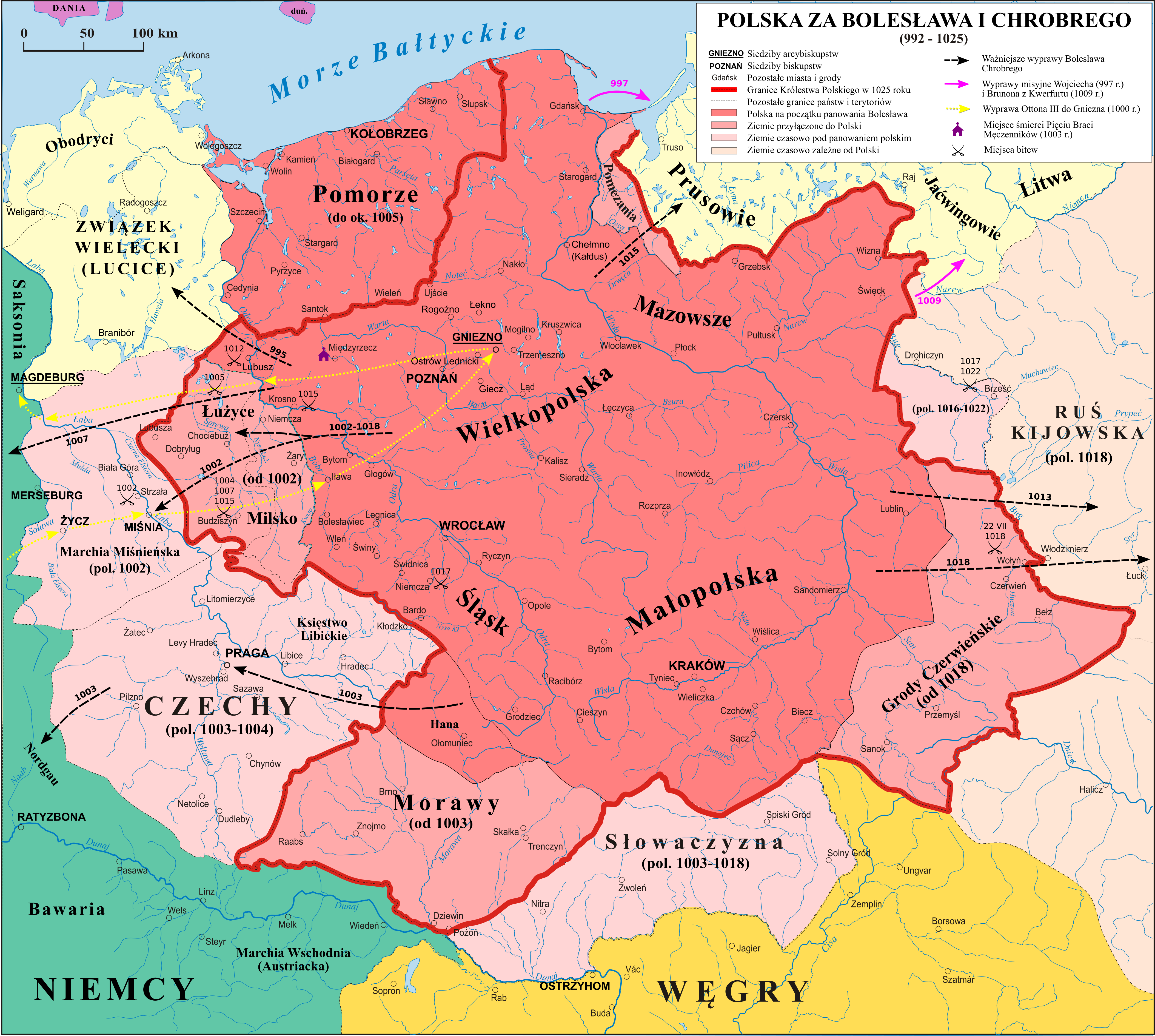
Нітранське князівство у складі Польського королівства
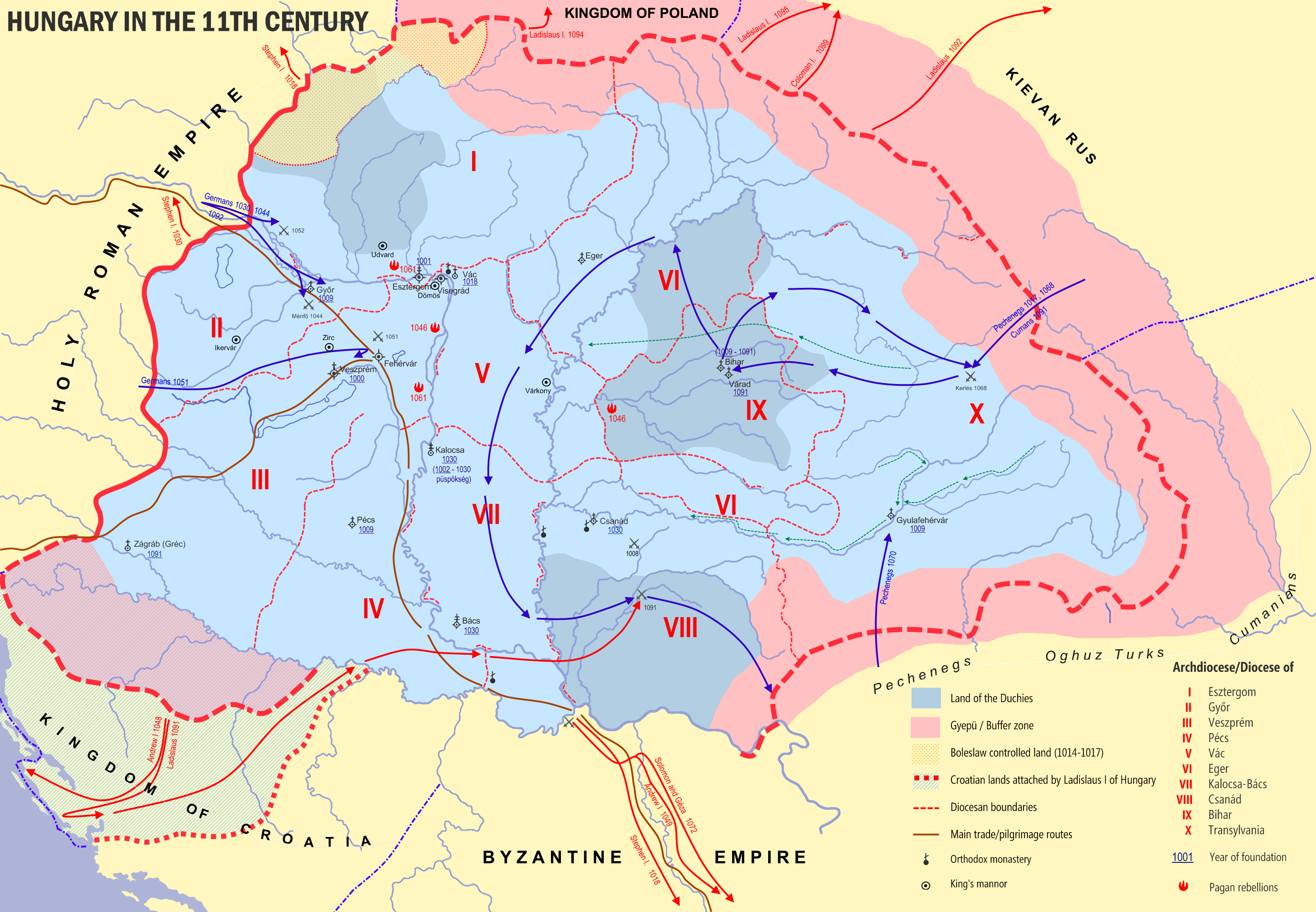
Нітранське князівство у складі Угорського королівства, XI ст.